# Belanova
Belanova foi uma banda electro pop do México formada no ano 2000 na cidade de Guadalajara, Jalisco. O grupo tem como integrantes a vocalista principal Denisse Guerrero, o tecladista e programador Edgar Huerta, e Ricardo Arreola "Richie" no baixo. O trio vendeu mais de 5 milhões de CDs e downloads digitais no mundo. A banda começou a viver o sucesso em 2002, quando assinaram com a Virus Records, gravadora mexicana pertencente à Universal Music. Em 2003 o trio lançou o álbum Cocktail e alcançou disco de Ouro no México em pouco tempo, também foi o único album independente já lançado no México que entrou na lista dos melhores lançamentos da música mexicana, em 2003 pela revista Rolling Stone México. Em 2005 Belanova lançou Dulce Beat, o álbum foi comentado nas principais redes de música do mundo resultando em 4 certificações de Platina nas Americas. No ano seguinte foram indicados ao Grammy Latino de Melhor Álbum Pop Duo ou Grupo. Em 2007 a banda lançou o disco Fantasía Pop, bateram recorde de vendas digitais na América Latina; com este álbum, Belanova novamente foi indicada ao Grammy Latino e venceram todas as categorias em que concorriam no ano. Em 2010 lançaram Sueño Electro I e em 2011 a continuação do álbum com novas canções Sueño Electro II, que também foi indicado ao Grammy Latino de Melhor Álbum Pop Duo ou Grupo. Neste mesmo ano a banda foi escolhida para promover os Jogos Pan-Americanos de 2011. Com o grande sucesso no Pan de Guadalajara, Belanova assinou um contrato esportivo internacional, foram convidados para representar a América nos Jogos Olímpicos de Verão de 2012 em Londres, com a canção promocional ”Siente El Movimiento”, em parceria com a Coca-Cola, um grande sucesso em todos os países hispânicos que garantiu o reconhecimento Billboard de Melhor Campanha Televisiva da América Latina em 2012. Hoje são considerados a banda mais popular da história do México; uma prova disso é o número de canções que alcançaram número #1 no chart nacional e o número de recordes que a banda estabeleceu no mercado mexicano e latino. 10 singles chegaram ao topo do chart mexicano: "Tus Ojos", ”Me Pregunto”, ”Por Ti”, ”Rosa Pastel”, ”Niño”, ”Baila Mi Corazón”, ”Cada que…”, ”One, Two, Three, GO!”, ”Paso el Tiempo” e o mais recente de todos ”No Me Voy A Morir”, lançado em 2011. Ainda com o álbum Dulce Beat, estabeleceram o recorde de video clipe mais executado da história da televisão mexicana e de diversos países da América, permanecendo 29 semanas no topo do ranking de clipes da MTV Latinoamérica com ”Por Ti”. Com o lançamento de Fantasía Pop, venderam digitalmente 5 vezes mais que seus discos físicos e estabeleceram o recorde de album mexicano mais vendido da história em formato digital, mas isso não foi o bastante para Belanova! após o lançamento do modelo celular W580 Sony Ericsson versão Belanova, a banda alcançou o recorde de ringtone digital mais vendido da história do México com ”Baila Mi Corazón”. Quando o último single de Fantasía Pop foi lançado, para a surpresa da Universal Music um novo recorde estava sendo estabelecido: o maior número de canções que alcançaram número #1 consecutivamente no chart do México, somados os singles de Dulce Beat e Fantasía Pop juntos; este recorde se iguala a conquista de artistas como Michael Jackson e Katy Perry na Billboard Hot 100 em seu país natal Estados Unidos. No ano de 2013, em parceria com a Pepsi foi lançado o álbum Canciones Para La Luna - Sinfónico, En Vivo; este é um álbum ao vivo que mistura o electro-pop de Belanova com orquestra sinfônica. O disco alcançou a certificação de Platina.

## História
Todos os três membros da banda têm um gosto especial pela música desde a infância. Ricardo diz que desenvolveu seu interesse nela porque idolatrava o membro dos The Beatles Paul McCartney quando era criança. Seu pai era músico e o influênciou para também crescer na música. Fez parte de uma banda punk e logo mais tarde se converteu ao rock. Gravou dois discos independentes e assim iniciou seu reconhecimento dentre os produtores mexicanos de rock. Edgar ganhou seu primeiro Commodore 64, logo desenvolveu seu amor pela programação. Quando cresceu, começou a trabalhar enquanto estudava e mais tarde conseguiu comprar um teclado Roland Juno-106, logo Edgar começou a brincar com o teclado e adquirir gosto por ele. Denisse veio da cidade de Los Mochis, Sinaloa e gostava de cantar desde que tinha cinco anos de idade. Ainda criança, participou de um concurso de calouros na sua cidade, venceu, e ficou conhecida como "A Rainha de Los Mochis". Ao se mudar para Guadalajara logo mais tarde, Denisse estudou moda, compôs canções e cantou com algumas bandas locais. Foi anteriormente, membro da banda "40 Grados", literalmente "40 Graus".
O trio se conheceu em Guadalajara em um bar no qual Denisse e Edgar trabalhavam, logo Edgar conheceu a Richie e formaram a banda Belanova. Ao assinarem seu primeiro contrato com o selo discográfico Universal Music, em 2003, Belanova introduziu um novo membro à banda, "Campanita", o baterista. Embora ele não seja um membro oficial, ele apareceu em alguns vídeos e toca junto com Belanova em performances ao vivo.

### Cocktail(2000—2004)
Seu primeiro álbum foi intitulado Cocktail e lançado em 2003. O primeiro compacto do álbum foi "Tus Ojos", que se tornou popular devido a uma campanha publicitária da Mitsubishi, pouco depois da chegada da montadora de carros japonesa ao México. A canção alcançou a posição #1 no chart musical mexicano e permaneceu ali por três semanas consecutivas. O álbum alcançou a quinta posição na relação de álbuns mexicanos, vendeu cerca de cinquenta mil cópias, obtendo disco de ouro, e foi nomeado um dos cinco melhores álbuns de 2003 pela revista conceituada Rolling Stone México.
Além de "Tus Ojos", o álbum também projetou outras duas canções para as vinte primeiras posições, "Suele Pasar" e "Aún Asi Te Vas".
Duante os anos 2003 e 2004 a banda fez uma turnê de cem apresentações no território mexicano, e após o sucesso de seu álbum, a Universal Music México quis canções mais comercias. Assim, a banda voou à Argentina para gravar seu segundo disco, desta vez com um som mais pop e a gravadora mudou a Belanova do selo Dance, Vírus Records, ao selo principal, Universal Music.

### Dulce Beat(2005—2006)
Em 2005, a banda lançou um novo álbum chamado Dulce Beat, que teve extrema popularidade no mercado musical latinoamericano. O disco foi lançado em 21 de junho de 2005 no México, alcançando o posto mais alto e permanecendo por quatro semanas consecutivas na posição. O álbum vendeu mais de duzentas mil cópias apenas no México, e obteve disco de Platina em outros países como Estados Unidos e Porto Rico. O primeiro compacto foi "Me Pregunto", seguido logo depois por "Por Ti", ambos alcançando o posto número um no México e fazendo parte das cinco canções mais tocadas do ano no país. O single "Por Ti" alcançou o recorde de video clipe mais executado da história da MTV Latinoamerica. O terceiro compacto foi "Rosa Pastel", lançado em julho de 2006 e, no mesmo ano, foi lançado seu primeiro álbum ao vivo, chamado "Dulce Beat Live". Tal disco conseguiu duas certificações de platina no México apenas algumas horas após seu lançamento, junto ao último single da era Dulce Beat: "Niño (Live)" que obteve disco de platina por altas vendas digitais. Todos os quatro singles do álbum alcançaram número #1 no chart geral mexicano. O álbum obteve muito sucesso na América Latina, hoje em dia com vendas somadas em mais de um milhão de cópias.
Quando o álbum foi lançado nos Estados Unidos na primavera de 2006, estreou na posição vinte na lista da Billboard Latin Pop Albums, chegando ao Top 10 da lista Dance/Electronic Albums e permaneceu lá por 35 semanas, (oito meses e três semanas). Belanova recebeu disco de platina no país por altas vendas, graças a sua longa permanência nos charts americanos. Por sua alta popularidade, a banda recebeu um convite da Disney América Latina para fazer a versão espanhola da canção "What I've Been Looking For" ("Eres Tú") para o lançamento latinoamericano do grupo musical High School Musical.
Ainda em 2006, a banda foi indicada ao Grammy Latino em "Melhor Álbum Vocal Pop Duo ou Grupo". Belanova também se tornou o grupo mais indicado para os Los Premios MTV Latinoamérica de 2006, e venceram "Melhor Artista do Norte". Em outubro, assinaram diversos contratos para campanhas publicitárias da televisão latina, incluindo "Wellaton" e "Pizza Hut". Para concluir esse projeto, Dulce Beat foi indicado ao Billboard Music Awards 2007 de "Melhor Album de Rock/Alternativo".

### Fantasía Pop(2007—2009)
No início de 2007, Alex Enríquez, o gerente da banda enviou um aviso à imprensa anunciando o novo álbum de Belanova, Fantasía Pop. O disco foi lançado em 10 de setembro de 2007 em toda a América Latina e em 11 de setembro de 2007 nos Estados Unidos, tendo sido gravado na Argentina. O primeiro single, "Baila Mi Corazón" estreou em 2 de julho na estação de rádio mexicana Los 40 Principales.
A banda filmou o vídeo de seu primeiro compacto em 13 de julho e começou a turnê pelo México, o resto da Ibero-América e nos Estados Unidos. A banda assinou um contrato com a Sony Ericsson México para lançar o modelo W580 em 30 de julho de 2007. O lançamento foi chamado Edição Belanova e inclui três novas canções do álbum, além de um vídeo musical, sítios web e um jogo de dança.
Em 18 de agosto de 2007, a banda gravou o vídeo para o que seria o segundo compacto de seu álbum que também serviu como trilha sonora para o filme mexicano Hasta El Viento Tiene Miedo. Em 11 de setembro de 2007, informou-se que o álbum havia vendido mais de cinquenta mil cópias em apenas três dias no México sendo certificado como ouro pela AMPROFON. O disco entrou nas listas mexicanas na posição dezoito, antes de escalar o topo em sua terceira semana, tornando-se o segundo álbum número um de Belanova, e, em 15 de outubro a banda conseguiu o seu quarto compacto número um no país quando "Baila Mi Corazón" subiu da terceira para a primeira posição  por três semanas consecutivas.
Belanova terminou 2007 como a sétima banda latina nas listas Top 100 da Ibero-América. Os compactos do álbum "Baila Mi Corazón" e "Cada Que…" venderam mais de duzentos mil downloads apenas nos Estados Unidos. O álbum recebeu o selo de platina em Março de 2008 no México e a banda fez história quando foi divulgado que as vendas digitais do disco superaram em cinco vezes as vendas físicas.
Na Espanha, a banda lançou seu disco no começo de 2008, onde foram nomeados a 'Melhor Nova Banda' pelo Yahoo! Espanha. A promoção começou pouco depois com o primeiro single "Baila Mi Corazón" chegando ao topo das listas de rádio, mas as vendas do álbum nunca decolaram. O álbum foi certificado com o Ouro nos Estados Unidos, após vender mais de cem mil cópias e, após isso, a banda anunciou sua primeira turnê nos Estados Unidos, com vinte concertos.
A promoção de seu terceiro compacto do álbum, "One, Two, Three, Go! (1, 2, 3, Go!)" começou no inverno de 2008 e foi bem recebida no México e América Latina, tendo inúmeras transmissões nas estações de rádio pop do país. O lançamento do vídeo musical do compacto começou na MTV em 10 de julho. "One, Two, Three, Go! (1, 2, 3, Go!)" também foi o "Compacto da Semana" na loja de música iTunes da Apple nos Estados Unidos, na semana do dia 29 de julho.

### Sueño Electro I(2010—2012)
Belanova ficou quase dois anos "descansando", este tempo foi o suficiente para cada integrante viver e aproveitar um pouco da sua vida pessoal com familiares e amigos, mas ainda com alguns encontros da banda, pois preparavam o seu mais novo projeto aos poucos.
Em 2010, para a alegria dos fans, através da página oficial do Twitter, Belanova anunciou o mais novo projeto com uma foto da nova logomarca da banda desenhada e a imagem da arte conceitual do projeto Sueño Electro. Com sua volta para as televisões, a banda anunciou em uma entrevista que o novo álbum seria lançado no dia 25 de outubro de 2011 em todo México e Estados Unidos, e ainda nunciou que é um projeto duplo, seria lançado uma segunda parte chamada Sueño Electro II com todas as músicas inéditas.
Sueño Electro I possui uma ampla gama de estilos musicais, incluindo elementos dos álbuns anteriores, Fantasía Pop e Cocktail, também instrumentos como Trompa e Orquestra Sinfônica. O primeiro single do álbum, "Nada De Más", obteve um sucesso moderado nas rádios e muito popular na internet. A banda divulgou o single junto ao o lançamento do BlackBerry Torch 9800 no México, com vários conteúdos da banda incluídos no celular, que foi um sucesso de vendas no país. Em Dezembro Belanova lançou o melhor de todos os singles já produzidos pela banda até aqui, "No Me Voy A Morir", música aclamada pela crítica do México e principalmente pelos fans: "uma música poderosa que em pouco tempo se transformou no hino de toda uma geração", "a combinação exata entre melancolia e esperança deram uma força especial a música em um novo clássico para o repertório da banda, que ameaça se imortalizar dentro da música pop da América Latina". O maior produtor de música pop mexicana, Armando Ávila, declarou em seu twitter: "Produzir essa canção com Belanova foi a melhor experiência de toda minha carreira". "No Me Voy A Morir" alcançou a posição número um nas rádios e televisões do México, e permaneceu lá por 3 semanas consecutivas. Sueño Electro I foi indicado ao Grammy Latino na categoria Melhor Álbum Pop Duo ou Grupo.

### Sueño Electro II(2011—2012)
Sueño Electro II É a segunda parte do projeto Sueño Electro.

## Outros projetos
Foi anunciado que a banda fará parte da trilha sonora do filme Cuando Las Cosas Suceden, embora o material nunca tenha sido liberado. A banda trabalhou com Aleks Syntek na faixa "Laberinto" que foi incluída no último álbum de Syntek, Lección de Vuelo. A banda assinou um contrato coma a Wella América Latina para lançar uma nova campanha do Wellaton. Os comerciais de televisão começaram a ser transmitidos durante o lançamento de seu terceiro álbum Fantasía Pop. A banda também trabalhou com o Moenia em seu último álbum, "Solar", na canção "Mé Equivoqué".

## Discografia
A banda lançou seu primeiro álbum independente no ano 2000, intitulado Cocktail, e foi relançado oficialmente pela Universal Music em 2003, garantindo a Belanova seu primeiro single número #1 da carreira no Top 50 México chart e grande reconhecimento público e crítico. Dulce Beat é o seu segundo album de estúdio. Aqui iniciou-se uma grande revolução do gênero electro-pop na América Latina, que parecia estar apagado, até o lançamento deste projeto que rendeu muitos prêmios, recordes e maior reconhecimento crítico. Belanova passou a ser uma inspiração para muitas bandas e artistas já consagrados. Seu terceiro álbum é Fantasía Pop, o mais reconhecido, certificado, recordista e premiado álbum da banda; Aconteceu tudo o que não era esperado, já que Belanova ousou em deixar de lado seu público adulto conquistado nos dois projetos anteriores para lançar-se a um público teen. A proposta pegajosa de Fantasía Pop não só conquistou um novo público, como conseguiu manter os já veteranos, resultando no recorde de álbum digital mais vendido da história da música latina. Sueño Electro é o quarto e quinto projeto da banda, pois foram lançados separadamente como Sueño Electro I e Sueño Electro II. Neste projeto, Belanova lançou a melhor música de sua carreira (assim chamada pelos críticos), intitulada "No Me Voy A Morir" além de mudar o cenário típico da música Ranchera (música regional/popular mexicana) com o lançamento do single "Hasta El Final", uma perfeita produção harmônica entre Electropop e Mariachis.

### Álbuns de estúdio
| Ano  | Álbum                       |
| ---- | --------------------------- |
| 2003 | Cocktail                    |
| 2005 | Dulce Beat                  |
| 2007 | Fantasía Pop                |
| 2010 | Sueño Electro I             |
| 2011 | Sueño Electro II            |
| 2018 | Viaje Al Centro Del Corazón |

### Álbuns ao vivo
| Ano  | Álbum                                       |
| ---- | ------------------------------------------- |
| 2006 | Dulce Beat Live                             |
| 2008 | Tour Fantasía Pop                           |
| 2014 | Canciones Para La Luna - Sinfónico, En Vivo |

### Singles
| Ano  | Single                                   | Album                                     | México | Estados Unidos | Chile | Guatemala | Nicarágua | El Salvador | Panamá | Bolívia | Equador |
| ---- | ---------------------------------------- | ----------------------------------------- | ------ | -------------- | ----- | --------- | --------- | ----------- | ------ | ------- | ------- |
| 2003 | "Tus Ojos"                               | Cocktail                                  | #1     | -              | -     | -         | -         | -           | -      | -       | -       |
| 2003 | "Suele Pasar"                            | Cocktail                                  | #2     | -              | -     | -         | -         | -           | -      | -       | -       |
| 2004 | "Aun Asi Te Vas"                         | Cocktail                                  | -      | #17            | -     | -         | -         | -           | -      | -       | -       |
| 2005 | "Me Pregunto"                            | Dulce Beat                                | #1     | #33            | #5    | -         | -         | #6          | -      | -       | -       |
| 2005 | "Por Ti"                                 | Dulce Beat                                | #1     | #32            | -     | -         | -         | -           | -      | -       | -       |
| 2006 | "Rosa Pastel"                            | Dulce Beat                                | #1     | #26            | -     | #2        | #4        | #1          | #5     | -       | #2      |
| 2006 | "Niño (Live)"                            | Dulce Beat Live                           | #1     | -              | -     | #5        | -         | -           | -      | #3      | -       |
| 2007 | "Baila Mi Corazón"                       | Fantasía Pop                              | #1     | #17            | #17   | -         | #3        | -           | #1     | #5      | -       |
| 2007 | "Cada que..."                            | Fantasía Pop                              | #1     | #6             | #7    | #3        | #4        | #2          | #1     | -       | -       |
| 2008 | "One, Two, Three, GO! (1, 2, 3, GO!)"    | Fantasía Pop                              | #1     | #6             | -     | -         | -         | -           | #1     | -       | -       |
| 2008 | "Paso El Tiempo"                         | Tour Fantasía Pop                         | #1     | #23            | -     | -         | -         | -           | -      | -       | -       |
| 2010 | "Nada de Más"                            | Sueño Electro I                           | #7     | #15            | -     | -         | -         | -           | -      | -       | -       |
| 2010 | "No Me Voy A Morir"                      | Sueño Electro I                           | #1     | -              | -     | -         | -         | -           | -      | -       | -       |
| 2011 | "Mariposas"                              | Sueño Electro II                          | #8     | #23            | -     | -         | -         | -           | -      | -       | -       |
| 2011 | "Hasta El Final"                         | Sueño Electro II                          | #5     | #21            | -     | -         | -         | -           | -      | -       | -       |
| 2014 | "Solo Dos"                               | Canciones Para La Luna, Sinfónico En Vivo | #20    | -              | -     | -         | -         | -           | -      | -       | -       |
| 2014 | "Por Ti (En Vivo)"                       | Canciones Para La Luna, Sinfónico En Vivo | #32    | -              | -     | -         | -         | -           | -      | -       | -       |
| 2014 | "No Voy A Parar (feat. Jay de la Cueva)" | Canciones Para La Luna, Sinfónico En Vivo | -      | -              | -     | -         | -         | -           | -      | -       | -       |
| 2016 | "Cásate Conmigo"                         | -                                         | #1     | -              | -     | -         | -         | -           | -      | -       | -       |

## Videografia
| Ano  | Título                              | YouTube (VEVO) views |            |
| ---- | ----------------------------------- | -------------------- | ---------- |
| 2003 | Tus Ojos                            | 2.000.000            |            |
| 2003 | Suele Pasar                         | 650.000              |            |
| 2004 | Aún Así Te Vas                      | 1.200.000            |            |
| 2005 | Me Pregunto                         | 4.000.000            |            |
| 2005 | Por Ti                              | 7.500.000            |            |
| 2006 | Rosa Pastel                         | 26.200.000           |            |
| 2006 | Eres Tú                             | 4.100.000            |            |
| 2006 | Niño (Live)                         | 710.000              |            |
| 2007 | Baila Mi Corazón                    | 5.900.000            |            |
| 2007 | Toma Mi Mano                        | 6.600.000            |            |
| 2007 | Cada Que...                         | 5.000.000            |            |
| 2008 | One, Two, Three, Go! (1, 2, 3, Go!) | 6.300.000            |            |
| 2010 | Nada De Más                         | 2.100.000            |            |
| 2011 | No Me Voy A Morir                   | 13.100.000           |            |
| 2011 | Mariposas                           | 7.000.000            |            |
| 2011 | Tic-Toc                             | 600.000              |            |
| 2011 | Hasta El Final                      | 7.000.000            |            |
| 2014 | Solo Dos (En Vivo)                  | 3.310.000            |            |
| 2014 | Por Ti (En Vivo)                    | 1.700.00             |            |
| 2014 | No Voy A Parar                      | 700.000              |            |
| 2014 | 2016                                | Cásate Conmigo       | 12.000.000 |

## Premiações
Los Premos MTV Latinoamerica
| Ano  | Nomeação             | Categoria               | Resultado |
| ---- | -------------------- | ----------------------- | --------- |
| 2006 | Belanova             | Melhor Artista Do Norte | Venceu    |
| 2006 | Belanova             | Melhor Artista Pop      | Indicado  |
| 2006 | Belanova             | Artista do Ano          | Indicado  |
| 2006 | Belanova             | Melhor Grupo O Dupla    | Indicado  |
| 2007 | Belanova             | Melhor Artista do Norte | Venceu    |
| 2007 | One, Two, Three, GO! | Video do Ano            | Venceu    |
| 2007 | Belanova             | Melhor Grupo O Dupla    | Indicado  |
| 2007 | Club Cada Que...     | Melhor Fan Club         | Indicado  |
| 2007 | Belanova             | Melhor Artista Pop      | Indicado  |
| 2007 | Belanova             | Artista do Ano          | Indicado  |

MTV Europe Music Awards
| Ano  | Nomeação | Categoria                      | Resultado |
| ---- | -------- | ------------------------------ | --------- |
| 2012 | Belanova | Worldwide Act – Latin American | Indicado  |

Grammy Latino
| Ano  | Nomeação        | Categoria                           | Resultado |
| ---- | --------------- | ----------------------------------- | --------- |
| 2006 | Dulce Beat      | Melhor Álbum Vocal Pop Duo ou Grupo | Indicado  |
| 2007 | Fantasía Pop    | Melhor Álbum Vocal Pop Duo ou Grupo | Venceu    |
| 2011 | Sueño Electro I | Melhor Álbum Vocal Pop Duo ou Grupo | Indicado  |

Billboard Latino
| Ano  | Nomeação                            | Categoria                        | Resultado |
| ---- | ----------------------------------- | -------------------------------- | --------- |
| 2006 | Dulce Beat                          | Melhor Álbum Alternativo         | Indicado  |
| 2009 | Cada Que...                         | Pop Airplay of the Year by Group | Indicado  |
| 2013 | Siente El Movimiento - Londres 2012 | Melhor Campanha de Televisão     | Venceu    |

Los 40 Principales
| Ano  | Nomeação | Categoria                | Resultado |
| ---- | -------- | ------------------------ | --------- |
| 2007 | Belanova | Melhor Artista do México | Indicado  |
| 2008 | Belanova | Melhor Artista do México | Venceu    |
| 2011 | Belanova | Melhor Artista do México | Indicado  |

Premios Oye!
| Ano  | Nomeação     | Categoria                | Resultado |
| ---- | ------------ | ------------------------ | --------- |
| 2007 | Belanova     | Melhor Banda em espanhol | Venceu    |
| 2007 | Fantasía Pop | Álbum do Ano             | Indicado  |
| 2007 | Cada Que...  | Video Latino do Ano      | Indicado  |

Premios Lo Nuestro
| Ano  | Nomeação         | Categoria             | Resultado |
| ---- | ---------------- | --------------------- | --------- |
| 2008 | Belanova         | Melhor Grupo ou Dupla | Indicado  |
| 2008 | Baila Mi Corazón | Video do Ano          | Indicado  |
| 2008 | Fantasía Pop     | Álbum Do Ano          | Indicado  |
| 2008 | Baila Mi Corazón | Música do Ano         | Indicado  |
| 2009 | Belanova         | Melhor Grupo ou Dupla | Indicado  |
| 2009 | Cada Que...      | Música do Ano         | Indicado  |
| 2011 | Belanova         | Melhor Grupo ou Dupla | Indicado  |

Premios Orgullosamente Latino
| Ano  | Nomeação             | Categoria                    | Resultado |
| ---- | -------------------- | ---------------------------- | --------- |
| 2008 | Belanova             | Grupo ou Banda Latina do Ano | Indicado  |
| 2009 | One, Two, Three, Go! | Música Latina do Ano         | Indicado  |
| 2009 | One, Two, Three, Go! | Video Latino do Ano          | Indicado  |
| 2009 | Belanova             | Grupo ou Banda Latina do Ano | Indicado  |

Kids' Choice Awards Mexico
| Ano  | Nomeação | Categoria                      | Resultado |
| ---- | -------- | ------------------------------ | --------- |
| 2012 | Belanova | Grupo ou Banda Latina Favorita | Indicado  |